# Chlosyne whitneyi
Chlosyne whitneyi är en fjärilsart som beskrevs av Hans Hermann Behr 1863. Chlosyne whitneyi ingår i släktet Chlosyne och familjen praktfjärilar. Inga underarter finns listade i Catalogue of Life.

## Bildgalleri

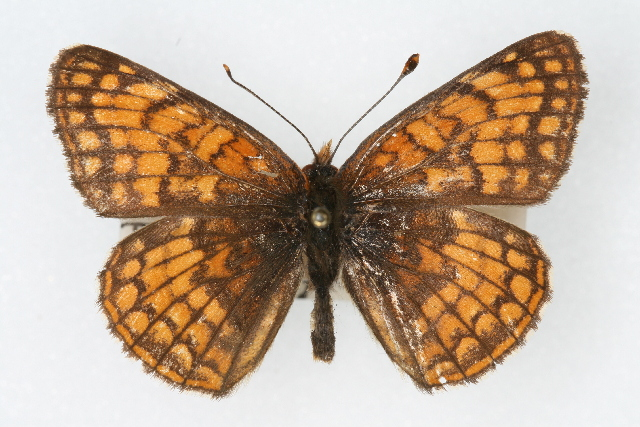